# Orthomorpha conspicua
Orthomorpha conspicua är en mångfotingart som först beskrevs av Pocock 1894.  Orthomorpha conspicua ingår i släktet Orthomorpha och familjen orangeridubbelfotingar. Inga underarter finns listade i Catalogue of Life.